# Periophthalmodon septemradiatus
Periophthalmodon septemradiatus és una espècie de peix de la família dels gòbids i de l'ordre dels perciformes.

## Morfologia
- Els mascles poden assolir 10 cm de longitud total.[3][4]

## Hàbitat
És un peix de clima tropical i demersal.

## Distribució geogràfica
Es troba a Àsia: l'Índia, Myanmar, Tailàndia, Sarawak i Indonèsia.

## Observacions
És inofensiu per als humans i capaç de respirar aire.